# 米爾頓鎮區 (密歇根州安特里姆縣)
米爾頓鎮區（英語：Milton Township）是位於美國密歇根州安特里姆縣的一個行政鎮區。

## 地方資料
米爾頓鎮區的面積為113.10平方千米，當中陸地面積為66.20平方千米，而水域面積為46.90平方千米。根據2020年美國人口普查的數據，當地共有人口2355人，而人口密度為每平方千米20.82人。